# Club Deportivo Municipal Mejillones
Il Club Deportivo Municipal Mejillones è una società calcistica cilena, con sede a Mejillones. Milita nella Liga Chilena de Fútbol Tercera División, la terza serie del calcio cileno.

## Storia
Fondato nel 2005, non ha mai vinto trofei nazionali.